# Аристотел (улица в Солун)
„Аристотел“ (на гръцки: Οδός Αριστοτέλους) е пешеходна улица в македонския град Солун, Гърция. Улицата се намира в центъра на града, край морето и води началото си от площад „Аристотел“ и завършва в улица „Егнатия“. Районът на улица „Аристотел“ е туристически и е известен с много кафенета и като място за разходки. Улица „Аристотел“ е съществена част от градоустройствения план на архитект Ернест Ебрар, който е автор на съвременния облик на града.